# Trichopoda umbra
Trichopoda umbra är en tvåvingeart som beskrevs av Walker 1849. Trichopoda umbra ingår i släktet Trichopoda och familjen parasitflugor.
Artens utbredningsområde är Venezuela. Inga underarter finns listade i Catalogue of Life.